# Pentagonaster pulchellus
Pentagonaster pulchellus är en sjöstjärneart som beskrevs av GRAY 1840. Pentagonaster pulchellus ingår i släktet Pentagonaster och familjen ledsjöstjärnor.
Artens utbredningsområde är havet kring Nya Zeeland. Inga underarter finns listade i Catalogue of Life.